# Mercedes Umaña
Mercedes Umaña é um município de El Salvador, localizado no departamento de Usulután.